# Patrick Schultz
Patrick August Theodor Hickman Schultz (8. juli 1921 – 30. august 2007) med dæknavnet Bent og Lille-Bent var en dansk modstandsmand og medlem af gruppen Holger Danske.
Schultz deltog bl.a. i våbentransport og benyttede en ambulance fra Zone-Redningskorpset, når der skulle flyttes våben.
Ifølge Danmarks Tekniske Museum, Zone-samlingen skete følgende under besættelsen.
En Zone-ambulance fra station Østerbro skulle på en speciel sygetransport fra Diakonissestiftelsen for at hente noget. Chaufføren på ambulancen var god nok, det var Alfred Jensen, men hans hjælper var en Holger Danske-mand, Patrick Schultz, iført Zone-uniform. Ude på Diakonissestiftelsen læssede de våben som skulle køres gennem den tyske jernring udenom om byen. Alfred Jensen var betænkelig, men Schultz sagde, at det skulle han nok klare. Da de kom frem til den tyske spærring, sprang Schultz ud og på flydende tysk forklarede han, at de havde en meget smittefarlig patient med meningitis, der hurtigt skulle til behandling på Sankt Lucas, men de måtte da gerne snakke med patienten. Det kunne tyskerne betakke sig for, og ambulancen blev vinket igennem.
Patrick Schultz siger om disse transporter, at han brugte ambulancerne et par gange til illegale formål og under disse omstændigheder "lånte" uniformer. Men han siger, at i Holger Danske regi blev det gjort sjældent og med stor forsigtighed for ikke at kompromittere tilholdsstedet.
Både Zone-Redningskorpset og Falck deltog aktivt i modstandsbevægelsen.
Patrick Schultz blev senere Eigil Juel Wiboltts svigersøn. 